# Benjamin F. Harding

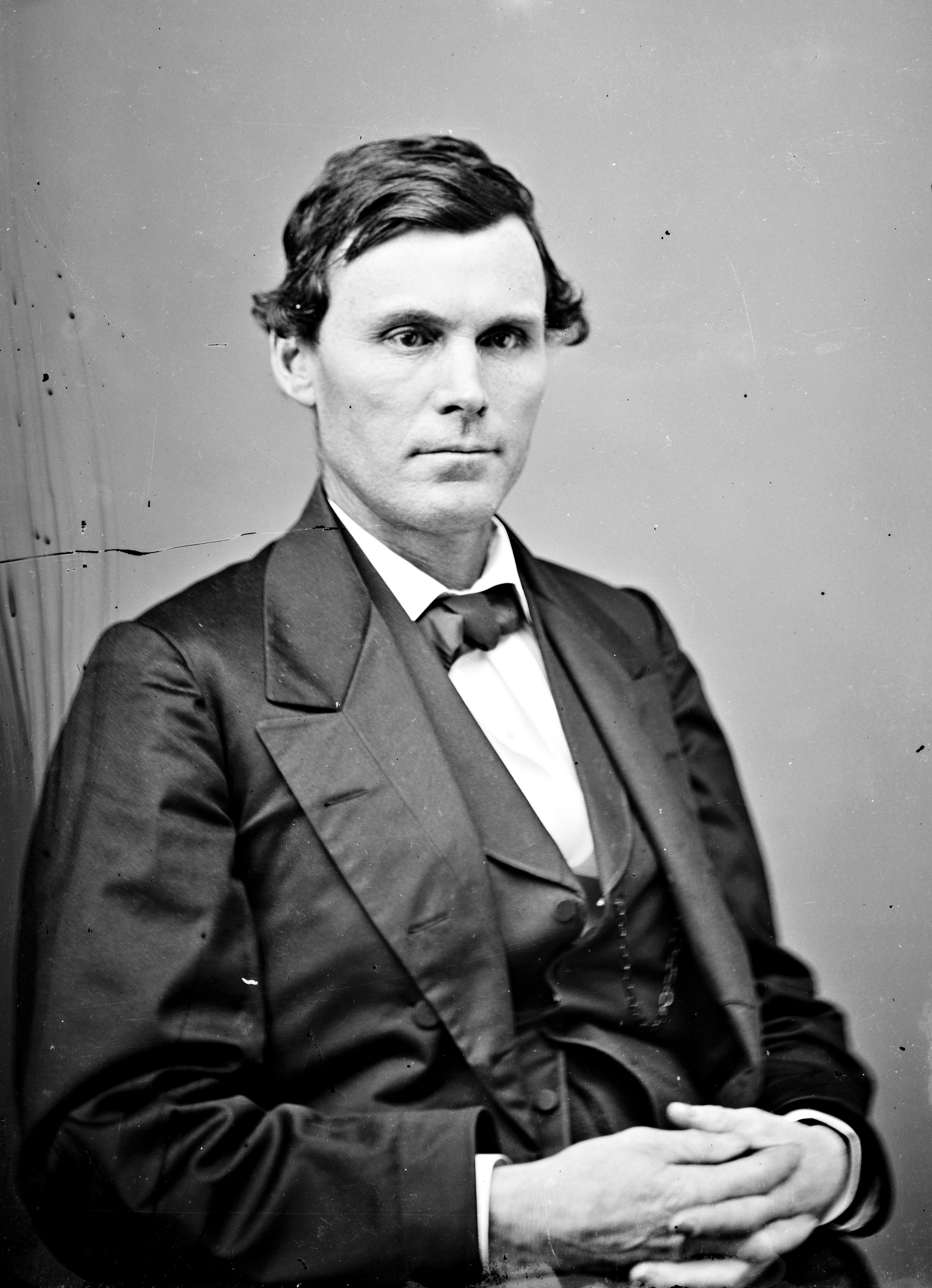
Benjamin F. Harding

Benjamin Franklin Harding (* 4. Januar 1823 bei Tunkhannock, Wyoming County, Pennsylvania; † 16. Juni 1899 in Cottage Grove, Oregon) war ein US-amerikanischer Politiker (Demokratische Partei), der den Bundesstaat Oregon im US-Senat vertrat.
Benjamin Harding besuchte die öffentlichen Schulen und studierte danach Jura. Er wurde 1847 in die Anwaltskammer aufgenommen und eröffnete zwei Jahre darauf eine Kanzlei in Joliet (Illinois). 1850 zog er zunächst nach Kalifornien, später dann ins Oregon-Territorium.
Im selben Jahr begann er dort auch eine politische Laufbahn und wurde als Vertreter des Marion County in die Legislative des Territoriums gewählt. Zwei Jahre später wurde er erneut ins territoriale Parlament gewählt und fungierte dort als Speaker. Nachdem er 1853 als Nachfolger von Amory Holbrook das Amt des Bundesstaatsanwalts für den Bezirk Oregon ausgeübt hatte, bekleidete er zwischen 1854 und 1859 den Posten des Territorialsekretärs, aus dem später der Secretary of State wurde.
Kurz vor dem Beitritt Oregons zu den Vereinigten Staaten wurde Benjamin Harding 1858 in das Repräsentantenhaus des künftigen Bundesstaates gewählt, das in diesem Jahr aber nur kurz tagte und erst nach der Aufnahme in die Union im Februar 1859 seinen eigentlichen Betrieb aufnahm. 1860 wurde Harding als Vertreter des Marion County erneut ins Parlament gewählt, in welchem er wiederum Speaker wurde.
Am 12. September 1862 zog Benjamin Harding in den US-Senat ein. Er hatte die Nachwahl um den vakanten Platz des verstorbenen Edward Dickinson Baker gewonnen; der zu dessen unmittelbarem Nachfolger ernannte Benjamin Stark hatte sich nicht um das Mandat beworben. Nach dem Ende seiner Amtszeit am 3. März 1865 schied Harding aus dem Senat aus. Er setzte sich auf seiner Farm bei Salem zur Ruhe; einige Jahre später zog er nach Cottage Grove, wo er 1899 verstarb.